# فهرست دارندگان عنوان هنرمند خلق جمهوری آذربایجان

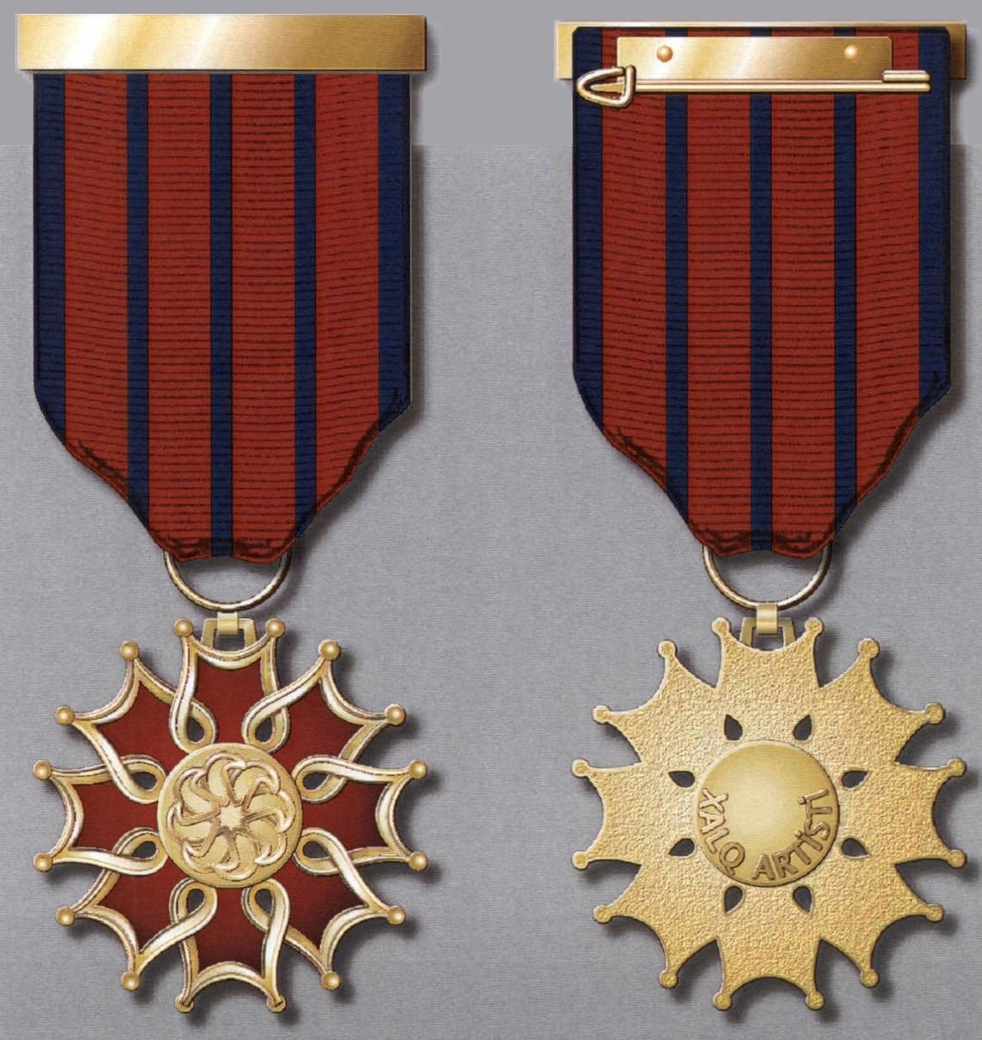
نشان سینه هنرمند خلق آذربایجان

فهرست دارندگان عنوان هنرمند خلق جمهوری آذربایجان (به ترکی آذربایجانی: Azərbaycan Respublikasi Xalq Artisti) در زیر آمده‌است.

## دهه ۱۹۹۰

### ۱۹۹۱
- یوسف قاسموف[۱]
- تامیللا ائلدارووا[۱]
- نریمان عظیموف[۲]
- اوفلیا سنانی[۲]
- رزا تقی‌یوا[۲]
- رامیز ملک‌اصلانوف[۳]
- لطفی محمدبیف[۴]
- میکائیل میرزایف[۴]
- کمال خداوردیف[۴]
- تاریل قاسیموف[۵]
- سلماز قربانووا[۵]
- لیودمیلا سمیونوونا دوخوونایا[۶]

### ۱۹۹۲
- قادر رستموف[۷]
- میرزاآغا بابایف[۸]
- فلورا کریمووا[۹]
- عالیم محمدوف[۱۰]
- قنداب قولیوا[۱۱]
- جانعلی اکبروف[۱۱]
- سکینه اسماعیلوا[۱۱]
- بابا میرزایف[۱۱]
- فروع‌الدین صفروف[۱۲]

### ۱۹۹۳
- آفاق صفرووا[۱۳]
- عارف قولیف[۱۴]
- عالیم قاسیموف[۱۵]
- رفیق بابایف[۱۶]
- تیمور میرزایف[۱۶]

### ۱۹۹۸
- یوسف یوگنیویچ آخوندزاده[۱۷]
- آغاخان عبداله‌یف[۱۸]
- شفیقه آخوندووا[۱۸]
- عبداله بابایف[۱۸]
- بستی جعفرووا[۱۸]
- امینه یوسف‌گیزی[۱۸]
- آفتاندیل اسرافیلوف[۱۸]
- قرینه کریمووا[۱۸]
- الهامه قلی‌یوا[۱۸]
- گلشن قربانووا[۱۸]
- رامیز ملکوف[۱۸]
- ترانه مرادووا[۱۸]
- نیام‌الدین موسایف[۱۸]
- رامیز نوروزوف[۱۸]
- جننت سلیمووا[۱۸]
- الکساندر شاروفسکی[۱۸]
- لیلا شیخلینسکایا[۱۸]
- آذر زینالوف[۱۸]
- صادق ضربعلیف[۱۸]
- صابر علسگروف[۱۹]
- قاراسیم تقی‌زاده[۱۹]

### ۱۹۹۹
- حسن آغایف[۲۰]
- خرامان حاجیوا[۲۰]
- کامران قلیف[۲۰]

## دهه ۲۰۰۰

### ۲۰۰۰
- واقیف بهبودوف[۲۱]
- حاجی اسماعیلوف[۲۱]
- فخرالدین منافوف[۲۱]
- مختار مانیف[۲۱]
- اوقتای میرقاسیموف[۲۱]
- ذوالفقار عباسوف[۲۲]
- زرنگار آغاکیشی‌یوا[۲۲]
- اوقتای آغایف[۲۲]
- یوری نیکلایویج بالیو[۲۲]
- جمیله بایراموا[۲۲]
- رزا جعفرخانوا[۲۲]
- کامل جلیلوف[۲۲]
- شفیقه عیوضوا[۲۲]
- موبیل احمدوف[۲۲]
- بیوک‌خانم علیوا[۲۲]
- فرنگیز علیزاده[۲۲]
- ملیکه اسدوا[۲۲]
- رفیق عظیموف[۲۲]
- مراهیم فرضعلی‌بیف[۲۲]
- شهناز هاشیموا[۲۲]
- آغاکیشی کاظیموف[۲۲]
- واله کریموف[۲۲]
- ولی قدیموف[۲۲]
- قابیل قولیف[۲۲]
- پروانه قربانوا[۲۲]
- فاطمه محمدوا[۲۲]
- امین محمدوف[۲۲]
- ابراهیم محمدوف[۲۲]
- فرنگیز مطلیموا[۲۲]
- زمفرا نریمانوا[۲۲]
- المیرا رحیموا[۲۲]
- یالچین رضازاده[۲۲]
- ناتالیا تقی‌یوا[۲۲]
- لاریسا آفاناسیونا وینوگرادوا[۲۲]
- ائل‌دنیز زینالوف[۲۲]
- اوقتای ذوالفقاروف[۲۲]

### ۲۰۰۲
- یوری سولومونوویچ قوسمان[۲۳]
- تامارا ایلینیچنا سینیاوسکایا[۲۴]
- محمدباقر باقرزاده[۲۵]
- ائلخان حسینوف[۲۵]
- الهام احمدوف[۲۵]
- مدینه علیوا[۲۵]
- ملک‌خانم ایوبوا[۲۵]
- صفوره ابراهیموا[۲۵]
- نورالدین قولیف[۲۵]
- لاله‌زار مصطفی‌یوا[۲۵]
- آذر نعمتوف[۲۵]
- ایرینا الکساندرونا پرلوا[۲۵]

### ۲۰۰۳
- زمرد محمدوا[۲۶]
- زاور رضایف[۲۶]

### ۲۰۰۵
- راسی عبداله‌یو[۲۷]
- مظفر آغامالی‌زاده[۲۷]
- ویتالی آستاخین[۲۷]
- آیگون بایرامووا[۲۷]
- جوانشیر جعفروف[۲۷]
- فخرالدین داداشوف[۲۷]
- توفیق علیف[۲۷]
- تیمور گویچایف[۲۷]
- منسوم ابراهیموف[۲۷]
- سودا ابراهیمووا[۲۷]
- شهلا ابراهیمووا[۲۷]
- گولباجی ایمانووا[۲۷]
- ائلدار اسکندروف[۲۷]
- سیاوش کریمی[۲۷]
- اولق گرچکو[۲۷]
- شاهلار قولیف[۲۷]
- نریمان محمدوف[۲۷]
- موسی میرزایف[۲۷]
- تیمور مصطفی‌یف[۲۷]
- مهلت مسلمف[۲۷]
- شکر صمدوف[۲۷]
- نزاکت تیمورووا[۲۷]
- خامیس مرادوف[۲۸]
- واقیف مصطفایف[۲۸]
- حمیده عمرووا[۲۸]
- شکوفه یوسوپووا[۲۸]

### ۲۰۰۶
- رئوف بابایف[۲۹]
- جیران هاشیمووا[۲۹]
- اوقتای کاظمی[۲۹]
- میرفایق سجع‌الدینوف[۲۹]

### ۲۰۰۷
- آغاسلیم عبداله‌یف[۳۰]
- فیروز علیف[۳۰]

### ۲۰۰۸
- آغاداداش داداشوف[۳۱]
- الزا ابراهیمووا[۳۱]
- رامیز زهرابوف[۳۱]

### ۲۰۰۹
- بلال علیو[۳۲]

## دهه ۲۰۱۰

### ۲۰۱۱
- آغاصمد صمدووا[۳۳][۳۴]
- ضابط نبی‌زاده[۳۵][۳۶]
- مراد آدیگوزل‌زاده[۳۷]
- مراد حسینوف[۳۷]
- مجنون کریم[۳۷]

### ۲۰۱۲
- یالچین آدیگوزلوف[۳۸]
- ثماره ایمانووا[۳۸]
- ائلدار منصوروف[۳۸]
- عوض عبداله‌یف[۳۹][۴۰]
- یگانه آخوندووا[۳۹][۴۰]
- ثامیر جعفروف[۳۹][۴۰]
- علی عسگروف[۳۹][۴۰]
- کامله حسینووا[۳۹][۴۰]
- سعیده قولیووا[۳۹][۴۰]

### ۲۰۱۳
- جعفر احمدوف[۴۱]
- بختیار خانی‌زاده[۴۱]
- رامیز محمدوف[۴۱]
- گول‌آغاسی میرزایف[۴۱]
- ایرانا تقی‌زاده[۴۱]

### ۲۰۱۴
- رفیق حسینوف[۴۲]
- کنول خاسیوا[۴۲]
- گول‌یاناق محمدووا[۴۲]
- گول‌یاز محمدووا[۴۲]
- انور صادقوف[۴۲]
- حیدر قنیف[۴۳]
- محمدلی بالایف[۴۴]
- واقف شریفوف[۴۴]
- فیکرت وردیف[۴۴]

### ۲۰۱۵
- آغاجبرئیل عباسعلیف[۴۵]
- فخرالدین کریموف[۴۵]
- فیدان حاجیوا-نایلور[۴۶]

### ۲۰۱۶
- شامل سلیمانلی[۴۷]
- رامیز فتعلیف[۴۸]
- ائلدوست بایراموف[۴۹]
- حقیقت عسگرزاده[۴۹]
- علی محمدوف[۴۹]
- مونس شریفوف[۵۰]

### ۲۰۱۷
- صابر علیف[۵۱]
- آیان میرقاسیمووا[۵۲]
- عادل بایراموف[۵۳]
- رافائل بایراموف[۵۳]
- سوینج ابراهیموا[۵۳]

### ۲۰۱۸
- امین آقالاروف[۵۴]
- نائبه الله‌وردیوا[۵۴]
- طیوب اصلانوف[۵۴]
- میرجواد جعفرف[۵۴]
- آذر داداشوف[۵۴]
- مراد داداشوف[۵۴]
- دیناره علیوا[۵۴]
- جمیل امیروف[۵۴]
- الچین عزیزوف[۵۴]
- الویه حاجی‌بیوا[۵۴]
- اژدر حمیدوف[۵۴]
- گلناز اسماعیلوا[۵۴]
- الناره کریموا[۵۴]
- فرج قارایف[۵۴]
- ممد صفا[۵۴]
- سلمان قنبروف[۵۴]
- سرخان سرخان[۵۴]
- فریدون محرموف[۵۴]
- وامق ممدلیف[۵۴]
- صابر ممدوف[۵۴]
- شکوفه موسی‌وا[۵۴]
- عزیزه مصطفی‌زاده[۵۴]
- افلاطون نمدزاده[۵۴]
- یوگنیا نومرتژیتسکایا[۵۴]
- جهانگیر نوروزوف[۵۴]
- اکرم پولادوف[۵۴]
- علیخان صمدوف[۵۴]
- آیگون صمدزاده[۵۴]
- توفیق شاه‌وردیف[۵۴]
- ناتالیا شاروفسکایا[۵۴]
- ناطق شیرینوف[۵۴]
- ایوب یعقوبوف[۵۴]
- الا یعقوبوا[۵۴]
- لطیفه علیوا[۵۵]
- نوبار نوروزوا[۵۵]

### ۲۰۱۹
- ایلگار مرادوف[۵۶]
- جوان زینالی[۵۶]
- ویدادی علیف[۵۷]
- ویدادی حسنوف[۵۷]
- خالده قلیوا[۵۷]
- واصف الله‌وردیف[۵۸]
- سردار فرجوف[۵۸]
- تونزاله آقایوا[۵۹]
- میری یوسف[۵۹]
- رؤیا نجفوا[۵۹]